# Південна Корона

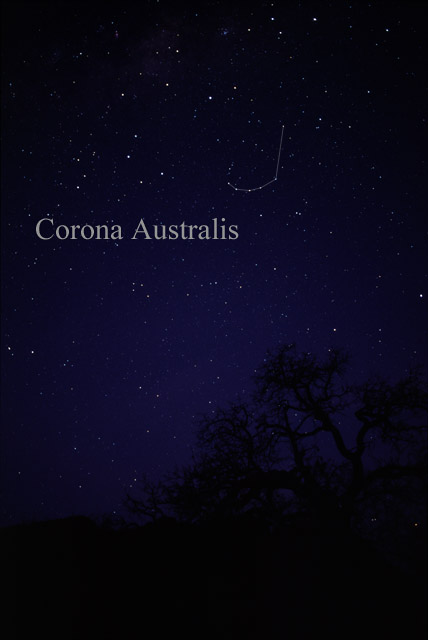
Південна Корона неозброєним оком.

Півде́нна Коро́на (лат. Corona Australis) — сузір'я південної півкулі неба. Містить 40 зір, видимих неозброєним оком.

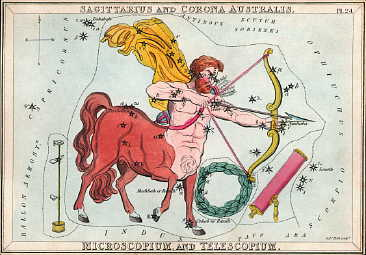
Сузір'я Стрільця, Південної Корони, Мікроскопа та Телескопа із «Дзеркала Уранії», набору карток сузір'їв виданого в Лондоні, бл. 1825

## Історія
Стародавнє сузір'я. Включене до каталогу зоряного неба Альмагест давньогрецького астронома Клавдія Птолемея ще у II столітті.

## Назва
Назва сузір'я було введено як «Corona Australis», коли Міжнародний астрономічний союз (IAU) у 1922 році оформив 88 сучасних сузір'їв. У 1932 році цю назву замість цього зафіксували як «Корона Австріна» («Corona Austrina»), коли комісія МАЕ затвердила список чотирибуквенних скорочень для сузір'їв. Чотирибуквенні абревіатури були скасовані в 1955 році. В даний час МАУ використовує виключно «Corona Australis».

## Об'єкти
У Південній Короні знаходиться найближча до Землі відкрита нейтронна зоря — RX J1856.5-3754.